# NSG südlich der Ismaninger Fischteiche
NSG südlich der Ismaninger Fischteiche este o arie protejată (arie specială de conservare — SAC, sit de importanță comunitară — SCI) din Germania întinsă pe o suprafață de 23,02 ha, integral pe uscat.

## Localizare
Centrul sitului NSG südlich der Ismaninger Fischteiche este situat la coordonatele 48°12′13″N 11°42′48″E / 48.2036°N 11.7133°E.

## Înființare
Situl NSG südlich der Ismaninger Fischteiche a fost declarat sit de importanță comunitară în noiembrie 2004 pentru a proteja 1 specie de animale. Situl a fost protejat și ca arie specială de conservare în aprilie 2016.

## Biodiversitate
Situată în ecoregiunea continentală, aria protejată conține 2 habitate naturale: Pajiști cu Molinia pe soluri calcaroase, turboase sau argilos-nămoloase (Molinion caeruleae), Liziere de ierburi înalte hidrofile de câmpie și de nivel montan până la alpin.
La baza desemnării sitului se află o specie protejată de  amfibieni: triton cu creastă (Triturus cristatus).